# Fiat Argenta
O Fiat Argenta é um automóvel do segmento D produzido pela empresa automobilística italiana Fiat de 1981 a 1985. Foi uma atualização abrangente do Fiat 132 e o último Fiat produzido em massa com tração traseira até o 124 Spider de 2016. A mudança para um nome ocorreu quando a Fiat estava mudando sua estratégia de nomenclatura, passando de números de três dígitos para nomes mais significativos. Este modelo estava disponível apenas na carroceria sedã.

## Argenta (1981–1983)

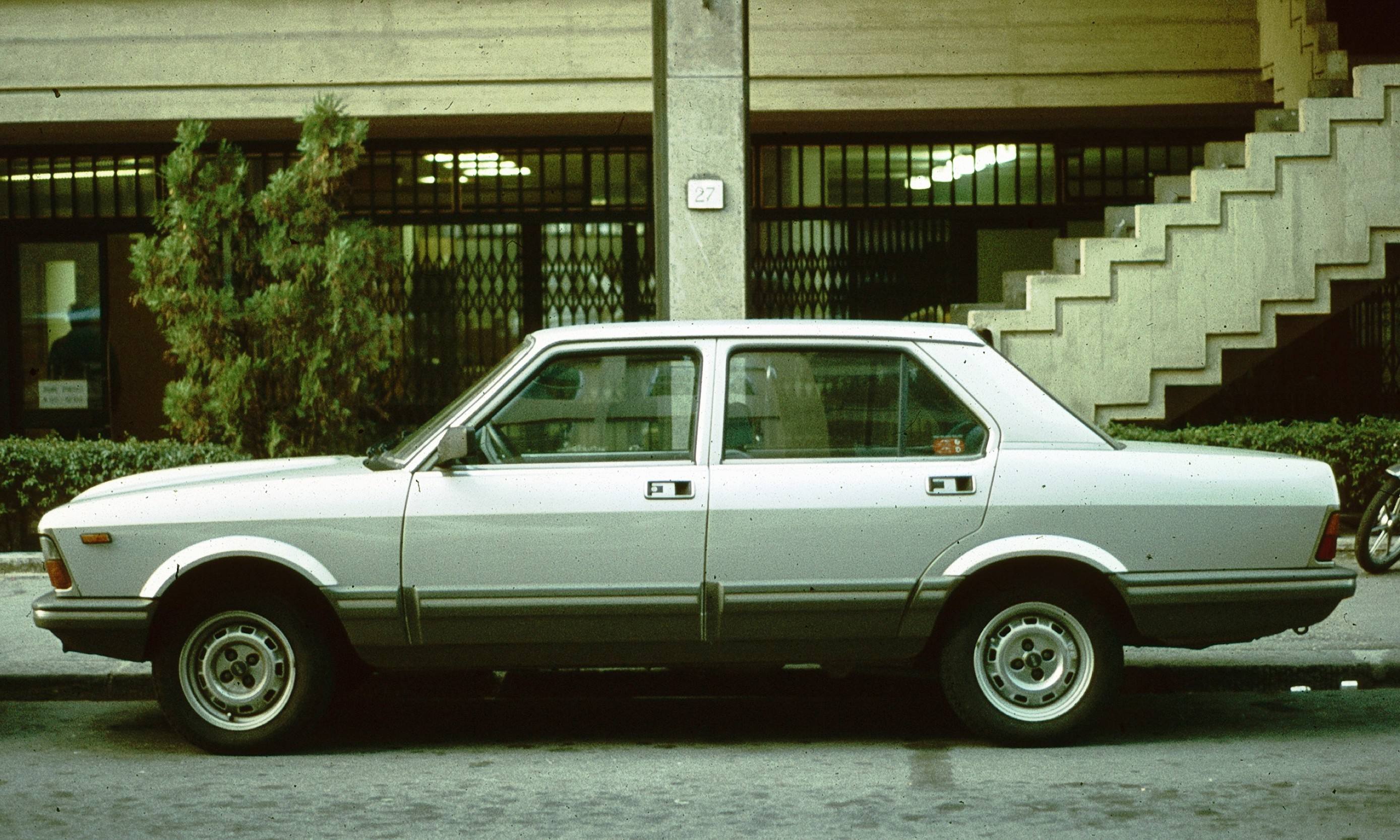
Argenta Diesel, vista lateral (pré-reestilização).

Chegando em maio de 1981, o Argenta foi baseado de perto em seu antecessor Fiat 132. Embora todos os painéis da carroceria e janelas, exceto as portas, fossem novos, apenas um observador cuidadoso teria notado (também as maçanetas das portas 132 foram usadas novamente, mas nos lados opostos, então no Argenta elas foram posicionadas 'para trás'). A mudança mais marcante foi na frente, com grandes faróis retangulares substituindo as unidades redondas duplas anteriores. Para-choques de borracha maiores e quadrados tornaram o carro cerca de 7 centímetros mais longo. O tanque de combustível foi movido de um local um tanto exposto na parte traseira direita e agora estava montado na vertical atrás do banco traseiro. Isso também exigiu a realocação do bocal de enchimento do tanque de combustível do para-lama até o pilar C.
Outras mudanças incluíram novo acabamento, rodas, painel, espelhos, faróis retangulares e uma suspensão e freios refinados. O nível de acabamento foi aumentado em comparação ao 132 anterior e ao 131 Mirafiori contemporâneo, com direção hidráulica, vidros elétricos e travamento de portas. Muito também foi feito do novo Check Panel, um painel de diagnóstico com um diagrama do carro que acenderia se qualquer função relacionada à segurança precisasse de atenção. Alguns mercados tinham um grande teto solar de aço deslizante manualmente, outros tinham a opção de ar condicionado.
O Argenta estava disponível com uma escolha de quatro motores diferentes, dos quais um era diesel. A opção diesel tinha uma protuberância perceptível no capô para limpar o motor maior. Nem todos os motores estavam disponíveis em todos os mercados do Argenta:
- Argenta 1600

1,6 litro a gasolina produzindo 96 cv
- Argenta 2000 (o único motor disponível no Reino Unido no momento da introdução)[3]

2,0 litros a gasolina com 113 cv
- Argenta 2000 i.e., injeção 2000

2,0 litros a gasolina com injeção eletrônica Bosch L-jetronic produzindo 122 cv
- Argenta 2500 D

2,5 litros a diesel com 72 cv
A ignição eletrônica Marelli Digiplex foi instalada no 2000 i.e.

## Reestilização (1983–1985)

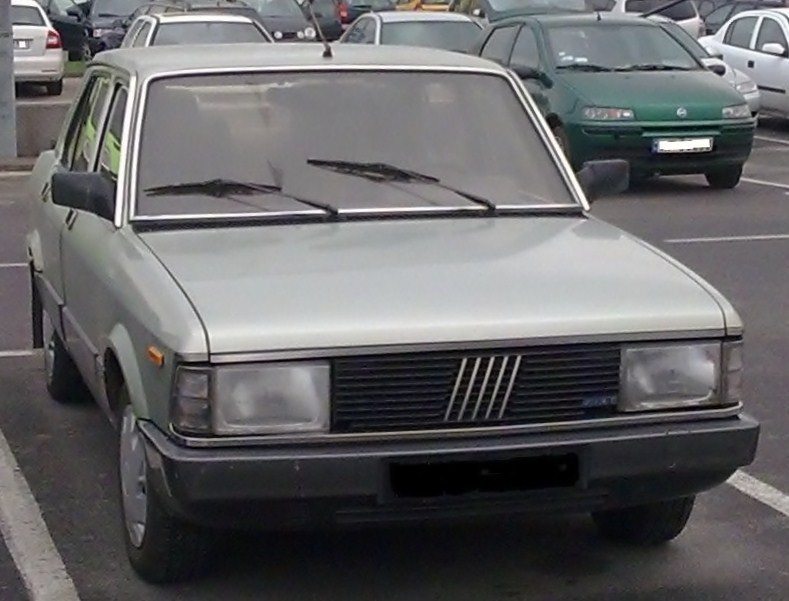
Fiat Argenta 120 i.e. mostrando nova grade reestilizada

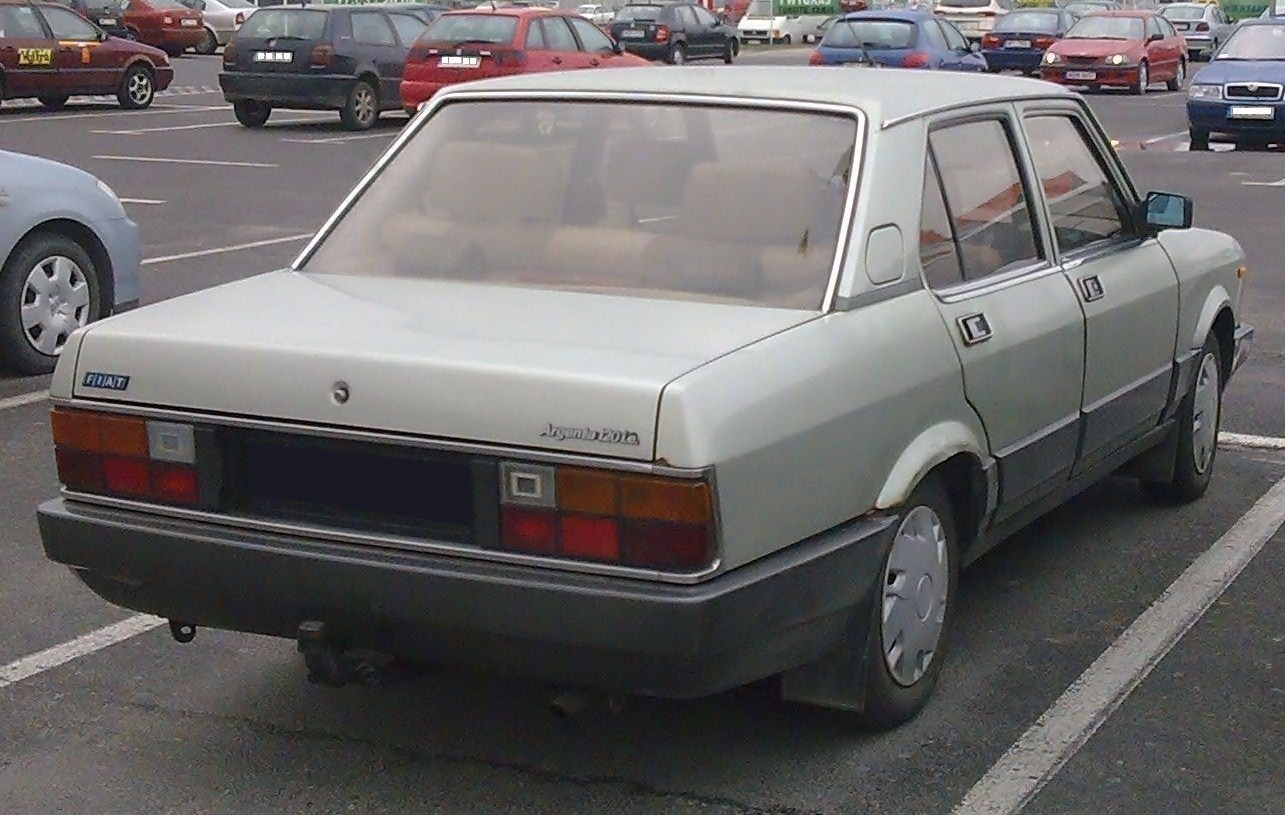
Argenta 120 i.e. reestilizado, traseira

Em junho de 1983, o Argenta foi reestilizado.. A grade foi renovada com a grade corporativa de cinco barras, nova parte frontal, novos para-choques mais finos e uma barra estabilizadora montada no eixo traseiro. O eixo dianteiro foi alargado em 60 mm e novas rodas com acabamentos planos e enfeites cromados foram usados. Algumas pequenas mudanças foram feitas dentro do carro, principalmente no acabamento do assento/porta/teto e um novo volante. A antena de rádio foi movida de dentro do para-brisa para o teto. O modelo carburado de dois litros (Argenta 110) foi vendido apenas fora da Itália e foi adicionado à linha em março de 1984.
O Argenta também tinha dois novos motores: o primeiro turbodiesel da Fiat, um quatro cilindros de 2,45 litros produzindo 90 cv chegou como parte da reestilização. Em março de 1984, o Argenta VX chegou, com um motor supercomprimido de 2,0 litros com 135 cv compartilhado com os modelos Lancia Volumex. Ambos os modelos tinham freios a disco traseiros e um tanque de combustível de 70 litros em vez dos habituais 60 litros. O emblema VX foi usado apenas na exportação; o modelo do mercado italiano foi chamado de SX e começou a ser vendido em junho de 1984.
As novas versões foram nomeadas:
- Argenta 100
- Argenta 110
- Argenta 120 i.e.
- Argenta VX (SX no mercado italiano)
- Argenta Diesel
- Argenta Turbo D

O carro permaneceu em produção até 1985, quando foi substituído pelo Croma.